# Thomas Passhe
Thomas Passhe (falecido em 1489) foi cónego de Windsor de 1449 a 1489.

## Carreira
Ele foi nomeado:
- Prebendário de Minor Pars Altaris em Salisbury 1448
- Sub-Almoner para o Rei

Ele foi nomeado para a décima bancada na Capela de São Jorge, Castelo de Windsor em 1449 e manteve a canonaria até 1489.